# Fraidy Cat
Fraidy Cat es el 4° episodio de la serie "Tom y Jerry" dirigidos por William Hanna y Joseph Barbera. Fue estrenado el 17 de enero de 1942.

## Sinopsis
El episodio empieza con Tom escuchando la "Hora del Suspenso" por radio, y siendo asustado por la historia de terror que cuenta. A mitad de la historia, empiezan los síntomas de los espantos (pelos de punta, corazón en el cuello, partes de hielo en la columna vertebral) de Tom. Al final dramático, Tom huye y se esconde debajo de un florero mientras en la radio se escucha una risa maléfica. Y luego una voz femenina dice "Y así, mis adorables chicos, terminó la hora de suspenso". Tom suspira de alivio pero de repente en la radio la misma voz dice "¿Y tú crees en los fantasmas, sí?" y Tom lo afirma con la cabeza. 
Jerry había estado observándolo y empezó a reírse. Inmediatamente, estira la cortina hacia abajo y la suelta. El ruido que hizo asusta al gato, que se esconde para darse cuenta de la cortina, y empieza a preguntarse si la cortina era la causa del ruido. Jerry camina silenciosamente, y Tom todavía con miedo, enciende el radiador, quemando la parte trasera de Tom y haciendo que salte mientras grita de dolor. Al caer, lleno de temor, se esconde en el closet, agarrando la puerta duramente. Detrás de él, había una aspiradora, colgando de ella había un pijama blanco, cosa que Jerry aprovecha, y se esconde detrás. Mirando que el gato aún se recuperaba del segundo shock, enciende la aspiradora, haciendo que Tom piense que el ruido es de un fantasma. Tom lo escucha, y sin mirar atrás, sabe que es muy escalofriante. Hace gestos de pánico hacia la aspiradora y se desmaya, e inmediatamente Jerry apaga la aspiradora, complacido. Para levantarlo, Jerry arroja un chorro de agua a Tom. Inmediatamente, se levanta, saca el agua de su boca y de sus orejas. Tom suspira, feliz de qu el ruido se fuera. Otra vez, Jerry enciende la aspiradora. La alfombra que estaba debajo es succionada, a la vez su cola. Tom trata de escapar entre la multitud de objetos que se dirigen a la aspiradora. Logra agarrarse de un teléfono, pero lo deja ir con un llamado de la operadora, y termina agarrándose del pilar de la escalera. Todas las almas de Tom también sale de su cuerpo, agarrados uno a uno de la cola del que estaba adelante. Después Tom corre hacia un rincón, pero termina golpeándose contra la muralla, cosa que pone sus 9 vidas de nuevo en su cuerpo. Tom se recobra de su accidente, pero Jerry activa nuevamente la aspiradora y Tom, desesperado, busca un lugar a donde correr, y ve lo que no tenía pensado; Jerry estaba operando la aspiradora. Jerry sigue activando la aspiradora e invita a Tom a reírse con él, pero pronto se da cuenta de que Tom estaba a lado suyo. Jerry traga saliva. Jerry camina resignado, pero inmediatamente vuelve con el pijama en un intento en vano de asustar a Tom, pero en cambio, Tom empieza a perseguirlo.
Jerry corre hacia el piano, e intenta nuevamente asustar a Tom, sin éxito alguno. Tom lo persigue por las teclas del piano y Jerry se echa atrás por un mueble, causando que Tom se golpee la cabeza. Despertada por todos los ruidos, Mammy Two Shoes aparece con un rodillo y un pijama similar al anterior, pensando que un ladrón había entrado en la casa. Jerry se sube por la cortadora de comida y se esconde de Tom en una bolsa de harina. Mientras Mammy camina sigilosamente por la habitación, Tom se da la vuelta y ve el pijama de Mammy. Pensando que era Jerry de nuevo con la aspiradora, Tom se desliza por el suelo y muerde el trasero de Mammy. 
Fuera de la pantalla, Mammy grita de dolor y echa a Tom afuera de la casa, y Jerry sale de su escondite y lo saluda, pero pronto se asusta por su reflejo en un vaso. Lleno de susto, corre a su agujero y hace una confusa mirada a la cámara, como preguntando "¿Quíén era él?".

## Versión censurada
Existe una versión censurada, la cual es fiel a la sinopsis original, donde todas las escenas que muestran y hacen referencia a Mammy Two Shoes, Esta versión comúnmente se emite en Latinoamérica, dejando a la versión original para raras ocasiones, sin embargo, los repertorios de videos no han sacado la versión original, donde aparece Mammy Two Shoes.